# Józef Antoni Łaszcz
Józef Antoni Łaszcz z Tuczap herbu Prawdzic (ur. w 1704 roku – zm. 1 lutego 1748 roku w Łaszczowie) – duchowny rzymskokatolicki, wyświęcony na księdza 25 marca 1729. Mianowany sufraganem chełmskim i tytularnym biskupem Antipatris 23 czerwca 1738. Od 7 sierpnia 1741 biskup-koadiutor kijowski, zmarł przed objęciem diecezji, kanclerz gnieźnieński, kanonik gnieźnieńskiej kapituły katedralnej w 1728 roku, kanonik krakowski i poznański, opat komendatoryjny hebdowski w 1732 roku, starosta jasielski, starosta grabowiecki w latach 1722–1726.
Poseł na sejm 1720 roku z województwa bełskiego.